# Cydia amplana
Espèce
Synonymes
- Carpocapsa amplana (Hübner, 1799)[1]
- Tortrix amplana Hübner, 1799[1]

Cydia amplana, le Carpocapse des glands, est une espèce de papillons de nuit de la famille des Tortricidae et du genre Cydia.

## Description
D'une envergure de 16-20 mm, il présente une grande tache claire et des tirets foncés près de la marge de l'aile antérieure. Il ressemble à plusieurs espèces de Tortricidae.

## Systématique
L'espèce Cydia amplana a été décrite pour la première fois en 1799 par l'entomologiste allemand Jakob Hübner (1771-1826) sous le protonyme Tortrix amplana.

## Distribution
Ce papillon se rencontre en Europe et en Asie Mineure, il est présent dans toute la France

## Biologie
La chenille s'alimente dans les fruits mûrs tombés au sol (et parfois sur les fruits encore sur l'arbre) de diverses espèces de feuillus comme le Noisetier, le Noyer, le Châtaignier, le Hêtre et les chênes.

## Galerie

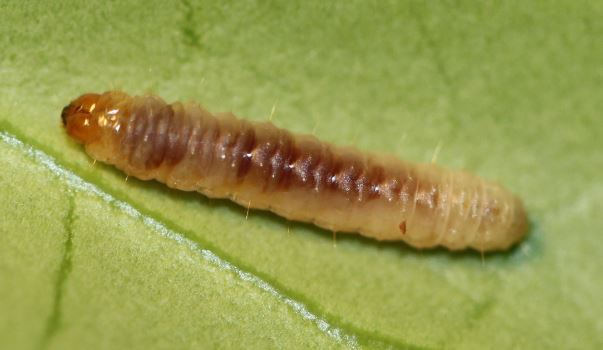
Chenille.
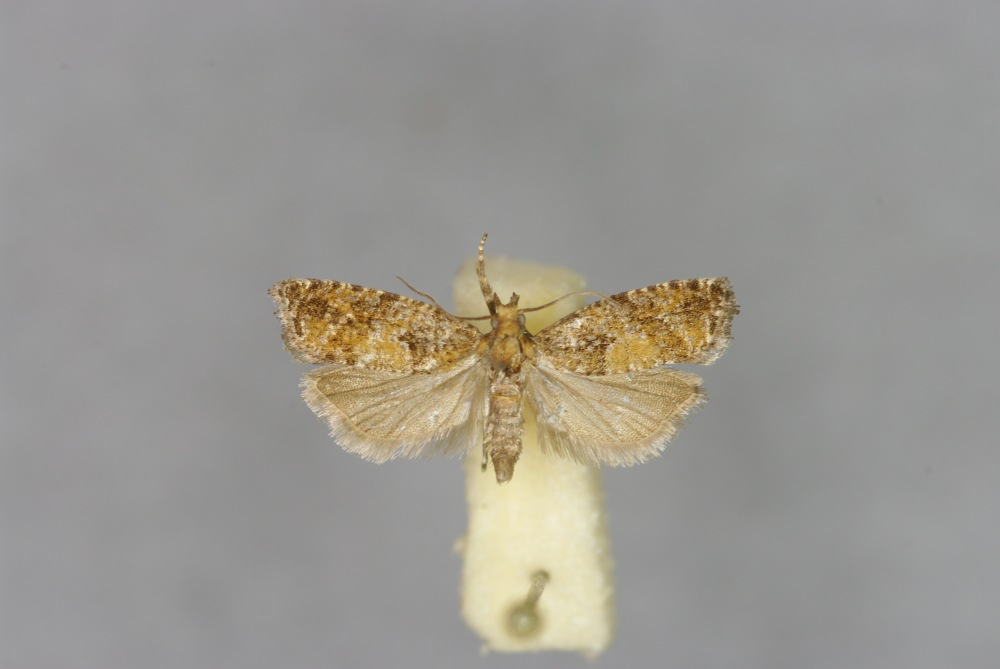
Spécimen naturalisé.